# Placówka Straży Granicznej II linii „Grajewo”
Placówka Straży Granicznej II linii „Grajewo” – jednostka organizacyjna Straży Granicznej pełniąca służbę wywiadowczą na granicy polsko-niemieckiej w okresie międzywojennym.

## Formowanie i zmiany organizacyjne
Rozporządzeniem Prezydenta Rzeczypospolitej Polskiej Ignacego Mościckiego z 22 marca 1928 roku, do ochrony północnej, zachodniej i południowej granicy państwa, a w szczególności do ich ochrony celnej, powoływano z dniem 2 kwietnia 1928 roku Straż Graniczną.
Rozkazem nr 1 z 12 marca 1928 roku w sprawach organizacji Mazowieckiego Inspektoratu Okręgowego Naczelny Inspektor Straży Celnej gen. bryg. Stefan Pasławski określił strukturę organizacyjną komisariatu SG „Grajewo”. Placówka Straży Granicznej II linii „Grajewo” znalazła się w jego strukturze. 
Placówka wystawiała posterunki wywiadowcze Boczki i Sikora. 
Z dniem 15 marca 1932 posterunek SG „Sikora” przeniesiony został do Mieczy. 
Z dniem 28 lutego 1933 zniesiony został posterunek SG „Boczki”.
Z dniem 1 marca 1934 został zniesiony posterunek SG „Miecze”.

## Kierownicy/dowódcy placówki
| stopień            | imię i nazwisko       | okres pełnienia służby | kolejne stanowisko |
| ------------------ | --------------------- | ---------------------- | ------------------ |
| przodownik         | Tadeusz Zagórski      | IX 1928 –              |                    |
| przodownik         | Stefan Urbański       |                        |                    |
| starszy przodownik | Mieczysław Gniewiński | - 18 II 1938           | Łomża              |